# الحزب الديمقراطي الاجتماعي (رواندا)
الحزب الديمقراطي الاجتماعي (بالإنجليزية: Social Democratic Party)‏ هو حزب سياسي رواندي، أسس في 1991، يقع مقره في كيغالي.

## أعضاء بارزون
- كود سباركل
- تحديث القائمة

- Jean Damascene Ntawukuriryayo
- Félicien Gatabazi
- Augustin Iyamuremye